# Novi Sad (nádraží)
Novi Sad (cyrilicí Нови Сад) je železniční stanice, která se nachází v severní části města Novi Sad, na severním konci bulváru Osvobození. Průjezdná stanice je orientována v ose západ-východ a má 2 nástupiště a čtyři koleje. Stanice je průjezdní pro trať Bělehrad–Subotica, koncová pro tratě Novi Sad–Orlovat (č. 31), Novi Sad–Bogojevo (č. 21) a Novi Sad–Bečej (č. 25).
Odbavovací hala je nápadná např. díky pilové střeše, která má připomínat některé vojvodinské domy, dekorativnímu kamenu, který byl použit na obklad jednotlivých stěn a prosklenému průčelí, kterým proniká do haly světlo. Kromě ní je součástí nádraží ještě budova pro řízení železniční dopravy a objekty pro vykládání nákladu. 
Před budovou nádraží se nachází stanice městské hromadné dopravy, vystavena je zde jedna muzejní parní lokomotiva, kterou doplňuje socha železničáře. 

## Historie
Současné nádraží vzniklo v souladu s přestavbou novosadského železničního uzlu na přelomu 50. a 60. let 20. století. Původní staré nádraží, které se nacházelo v místní části Liman, bylo uzavřeno pro železniční dopravu a navazující tratě vedené městem byly zrušeny. Nové nádraží projektoval architekt Imré Farkas ve spolupráci s Milanem Matovićem. Budováno bylo i s přilehlým terminálem městské autobusové dopravy v letech 1962 až 1964. Stavební práce trvaly celkem 18 měsíců.
Na počátku 21. století byla budova v neuspokojivém technickém stavu a vyžadovala komplexní rekonstrukci. Ta měla být zahájena po roce 2019. Nakonec se uskutečnila v letech 2021 a 2022. Po dobu obnovy byla železniční doprava do Nového Sadu přerušena. 

### Pád přístřešku železniční stanice a jeho důsledky
Dne 1. listopadu 2024 došlo k pádu přístřešku před budovou nádraží, neboť tento nebyl při rekonstrukci obnoven. Při neštěstí, které se odehrálo během plného provozu okolo poledních hodin zemřelo 14 lidí. Po události vyhlásila srbská vláda smutek v době trvání jednoho dne, novosadský magistrát třídenní smutek a Republika srbská rovněž i jednodenní smutek, stejně jako některé obce na území Kosova. Několik lidí bylo také zraněno. Bylo zahájeno vyšetřování, obviněn byl novosadský památkový ústav ohledně toho, že údajně neměl dovolit rekonstrukci zastřešení, ten nicméně obvinění odmítl s tím, že není k takovému rozhodnutí příslušný.
Neštěstí vedlo k demisi ministra výstavby srbské vlády. Uskutečnily se rovněž jako reakce demonstrace opozičních představitelů v Novém Sadu a v Bělehradě. Tragédie vedla i k fyzické inzultaci v srbském parlamentu a po demonstracích opozičních politických představitelů i veřejnosti i k protestnímu přerušení výuky na vysokých školách v Srbsku a demonstracím studentů v prosinci 2024.
Protesty namířené proti prezidentovi Aleksandaru Vučičovi a srbské vládě pokračovaly i v roce 2025, kdy se rozšířily do řady srbských měst a obcí. Demonstranti neštěstí považují za důsledek korupce a nekompetence úřadů. Protesty zintenzivnily poté, co policie 28. června 2025 zadržela několik účastníků protivládního shromáždění v Bělehradě, kterého se zúčastnilo asi 140 tisíc lidí. Demonstranti požadují propuštění zadržených, dlouhodobě pak usilují o pád vlády a vyhlášení předčasných voleb.